# Ribeiro Junqueira
Ribeiro Junqueira é um distrito do município brasileiro de Leopoldina, estado de Minas Gerais.
O distrito dista cerca de 16 quilômetros da sede municipal de Leopoldina e a ele tem acesso pela rodovia BR-116  e pela Linha do Centro da antiga Estrada de Ferro Leopoldina.  Foi criado com o nome de Campo Limpo em 12 de novembro de 1878, pela lei n° 2.500.  Teve seu nome alterado para Ribeiro Junqueira em 27 de dezembro de 1948 pela lei n° 336, em homenagem ao senador José Monteiro Ribeiro Junqueira.